# USA:s herrlandslag i volleyboll

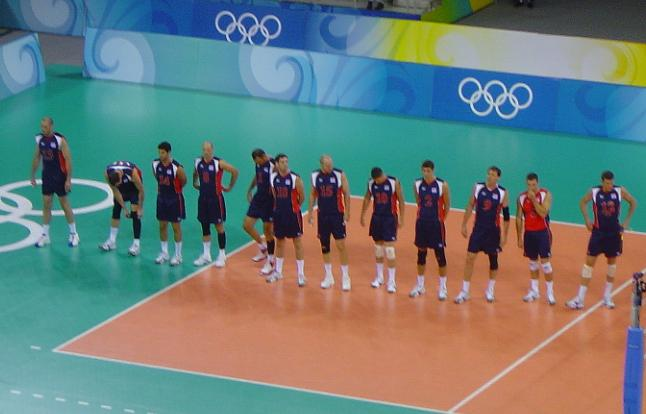
USA inför matchen mot Italien vid 2012 års olympiska turnering i London..

USA:s herrlandslag i volleyboll (engelska: United States men's national volleyball team) representerar USA i volleyboll på herrsidan. Laget blev världsmästare 1986 samt tog olympiskt guld 1984., 1988 och 2008.

### Fotnoter
1. ↑  Todor Krastev (19 mars 1986). ”Men Volleyball XI World Championship 1986 France - 25.09-05.10 - Winner United States” (på engelska). Sport Statistics. Arkiverad från originalet den 16 november 2015. https://web.archive.org/web/20151116062014/http://todor66.com/volleyball/World/Men_1986.html. Läst 26 juni 2015.
2. ↑  Todor Krastev (19 mars 1984). ”Men Volleyball XXIII Olympic Games Los Angeles (USA) 1984 - 29.07-10.08 Winner United States” (på engelska). Sport Statistics. Arkiverad från originalet den 26 juni 2015. https://web.archive.org/web/20150626133446/http://todor66.com/volleyball/Olympics/Men_1984.html. Läst 26 juni 2015.
3. ↑  Todor Krastev (19 mars 1988). ”Men Volleyball XXIV Olympic Games Seoul (KOR) 1988 - 17.09-02.10 Winner United States” (på engelska). Sport Statistics. Arkiverad från originalet den 2 maj 2011. https://web.archive.org/web/20110502043128/http://www.todor66.com/volleyball/Olympics/Men_1988.html. Läst 26 juni 2015.
4. ↑  Todor Krastev (19 mars 2008). ”Men Volleyball XXIX Olympic Games 2008 Beijing (CHN) - 10-24.08 +8 GMT Winner United States” (på engelska). Sport Statistics. Arkiverad från originalet den 26 juni 2015. https://web.archive.org/web/20150626104128/http://todor66.com/volleyball/Olympics/Men_2008.html. Läst 26 juni 2015.